# Асим ибн Амр ел Тамими
Асим ибн Амр ел Тамими био је истакнути члан племена Бану Тамим и војни вођа Рашидунског калифата за време владавине Ебу Бекра и Омара.
Играо је активну улогу током муслиманског освајања Персије пратећи своје колеге племена Ел Кака ибн Амр ел Тамими.